# María José Llergo
María José Llergo (Pozoblanco, Córdoba, Andalucía, 1994) es una cantante y compositora española de flamenco. Estrenó su carrera musical con el vídeo musical «Niña de las dunas». Ganó el premio Goya a la mejor canción original de 2022, por «Te espera el mar» y uno de los premios de la Academia de Música de España, en la categoría de mejor álbum folclórico, en su primera edición (2024)

## Trayectoria
La formación musical le viene de su abuelo, un cantaor autodidacta, que le enseñó a cantar en el campo. Estudió violín durante diez años. A los dieciocho años, consiguió una beca que le permitió estudiar canto moderno y jazz en el Liceo de Barcelona. Posteriormente, completó su formación musical cursando cante flamenco en la Escuela Superior de Música de Cataluña.
Interpretó una de las canciones de Moonchies, un álbum publicado en 2019 que recopila cantantes de la escena urbana. En 2020 lanzó su primer álbum de estudio, Sanación, el cual promocionó en varios programas de televisión como La resistencia de David Broncano, y que presentó en el palacio Baluarte de Pamplona dentro del Festival Flamenco on Fire en agosto de 2022.
En 2021 apareció en el anuncio de la cerveza Cruzcampo en el que se recreaba la figura de Lola Flores y se reivindicaba el acento andaluz.
En 2022 recibió el Goya a mejor canción por «Te espera el mar», aparecida en la película Mediterráneo.
En 2023 publicó Ultrabelleza, un álbum compuesto por doce canciones en las que se muestra creativamente libre de convencionalismos, pero manteniendo sus profundas raíces flamencas.
El 8 de julio de 2024 se convirtió en la quinta artista española en grabar un concierto Tiny Desk. La acompañaron los músicos: Julio Martín Macías (teclados), Carlos Sosa Zambrano (batería) y Juan Manuel Montoya (bajo y guitarra eléctrica).

## Discografía

### Álbumes de estudio
- Sanación (Sony Music, 2020)
- Ultrabelleza (Sony Music, 2023)

### Sencillos
- «Niña de las dunas» (2018)
- «Me miras pero no me ves» (2019)
- «Nana del Mediterráneo» (2019)
- «Nana de los rosales» (con Paquete) (2019)
- «El péndulo» (2019)
- «El hombre de las mil lunas» (2020)
- «Pena, penita, pena» (Homenaje a Lola Flores) (2020)
- «A través de ti» (2020)
- «Tu piel» (2020)
- «La luz» (2020)
- «Que tú me quieras» (2021)
- «Te espera el mar» (2021)
- «Mi nombre» (2022)
- «Tencontrao» (2023)
- «Rueda, rueda» (2023)
- «Superpoder» (2023)
- «Malahe»  (2024)

## Premios y reconocimientos
| Año  | Premio             | Categoría              | Trabajo                           | Resultado |
| ---- | ------------------ | ---------------------- | --------------------------------- | --------- |
| 2022 | Goya               | Mejor canción original | «Te espera el mar» (Mediterráneo) | Ganadora  |
| 2023 | El Ojo Crítico     | Música moderna         | Ultrabelleza                      | Ganadora  |
| 2023 | Ruido              | Mejor álbum del año    | Ultrabelleza                      | Ganadora  |
| 2024 | Academia de Música | Mejor álbum folclórico | Ultrabelleza                      | Ganadora  |